# American Canyon
American Canyon város az USA Kalifornia államában, Napa megyében. Lakosainak száma 21 837 fő (2020. április 1.).

## Népesség
A település népességének változása:
| Lakosok száma | 5712 | 19 454 | 21 837 |
|               | 1980 | 2010   | 2020   |